# Стойнешть
Стойнешть, Стойнешті (рум. Stoinești) — село у повіті Арад в Румунії. Входить до складу комуни Крайва.
Село розташоване на відстані 398 км на північний захід від Бухареста, 73 км на північний схід від Арада, 121 км на захід від Клуж-Напоки, 112 км на північний схід від Тімішоари.

## Населення
За даними перепису населення 2002 року у селі проживали 185 осіб, усі — румуни. Усі жителі села рідною мовою назвали румунську.